# نهائي كأس الاتحاد (بنغلاديش) 2024
نهائي كأس الاتحاد 2024 هو المباراة الختامية لمسابقة كأس الاتحاد 2023–24، النسخة الخامسة والثلاثون من بطولة كأس الاتحاد البنغلاديشي. أُقيمت المباراة في ملعب رفيق الدين بويان في مدينة ميمنسينغ بتاريخ 22 مايو 2024، وجمعت بين حامل اللقب محمدان SC وباشوندهارا كينغز.
حقق باشوندهارا كينغز الفوز بنتيجة 2–1 بعد وقت إضافي، ليتوج بلقبه الثالث في البطولة، ويكمل بذلك ثنائيته المحلية للمرة الثانية.

## الطريق إلى النهائي
- كلا من محمدان SC (المجموعة B) وباشوندهارا كينغز (المجموعة C) فازا بجميع مباريات دور المجموعات الخاصة بهما.

| باشوندهارا كينغز | باشوندهارا كينغز | باشوندهارا كينغز | باشوندهارا كينغز | الجولة            | محمدان SC        | محمدان SC        | محمدان SC        | محمدان SC        |
| ---------------- | ---------------- | ---------------- | ---------------- | ----------------- | ---------------- | ---------------- | ---------------- | ---------------- |
| الخصم            | النتيجة          | النتيجة          | النتيجة          | دور المجموعات     | النتيجة          | النتيجة          | النتيجة          | الخصم            |
| فورتيس FC        | 1–0              | 1–0              | 1–0              | الجولة 1          | 2–1              | 2–1              | 2–1              | تشيتاغونغ أبهاني |
| شيخ رسل KC       | 1–0              | 1–0              | 1–0              | الجولة 2          | 2–1              | 2–1              | 2–1              | إخوان يونيون     |
| [ note 1 ]       | [ note 1 ]       | [ note 1 ]       | [ note 1 ]       | الجولة 3          | 2–1              | 2–1              | 2–1              | أبهاني دكا       |
| أبطال المجموعة C | أبطال المجموعة C | أبطال المجموعة C | أبطال المجموعة C | الترتيب النهائي   | أبطال المجموعة B | أبطال المجموعة B | أبطال المجموعة B | أبطال المجموعة B |
| الخصم            | النتيجة          | النتيجة          | النتيجة          | الأدوار الإقصائية | النتيجة          | النتيجة          | النتيجة          | الخصم            |
| رحمة غنج MFS     | 2–0              | 2–0              | 2–0              | ربع النهائي       | 2–1              | 2–1              | 2–1              | شيخ رسول KC      |
| أبهاني دكا       | 2–1              | 2–1              | 2–1              | نصف النهائي       | 2–1              | 2–1              | 2–1              | شرطة بنغلاديش FC |

## المباراة

### التفاصيل
| محمدان SC      | 2–1 (ب.و.إ.) | باشوندهارا كينغز         |
| -------------- | ------------ | ------------------------ |
| - إيمانويل 63' | تقرير        | - فيغيرا 87' · زهيد حسين |

| محمدان | · باشوندهارا كينغز |

| المدرب:       |
| أوسكار بروزون |

| المدرب:    |
| ألفاز أحمد |

| رجل المباراة: ميغيل فيغيرا (باشوندهارا كينغز) | قوانين المباراة - 90 دقيقة - 30 دقيقة وقت إضافي إذا لزم الأمر - ركلات ترجيح إذا استمر التعادل - تسعة بدلاء مسجلين - أقصى عدد 5 تبديلات، مع إمكانية إجراء تبديل سادس في الوقت الإضافي |